# Mnesarete grisea
Mnesarete grisea är en trollsländeart som först beskrevs av Friedrich Ris 1918.  Mnesarete grisea ingår i släktet Mnesarete och familjen jungfrusländor. Inga underarter finns listade i Catalogue of Life.